# Alsineae
Alsineae biljni tribus iz porodice klinčićevki. Ime nosi po rodu Alsine L., sinonim za Stellaria L.

## Rodovi i broj vrsta
1. Tribus Alsineae Lam. & DC.
  1. Brachystemma D. Don (1 sp.)
  2. Schizotechium (Fenzl) Rchb. (4 spp.)
  3. Adenonema Bunge (2 spp.)
  4. Lepyrodiclis Fenzl (3 spp.)
  5. Reniostellaria Gang Yao, B. Xue & Z. Q. Song (1 sp.)
  6. Mesostemma Vved. (11 spp.)
  7. Torreyostellaria Gang Yao, B. Xue & Z. Q. Song (1 sp.)
  8. Hesperostellaria Gang Yao, B. Xue & Z. Q. Song (1 sp.)
  9. Odontostemma Benth. (62 spp.)
  10. Shivparvatia Pusalkar & D. K. Singh (10 spp.)
  11. Pseudostellaria Pax (21 spp.)
  12. Nubelaria M. T. Sharples & E. A. Tripp (3 spp.)
  13. Rabelera M. T. Sharples & E. A. Tripp (2 spp.)
  14. Hartmaniella M. L. Zhang & Rabeler (2 spp.)
  15. Stellaria L. (184 spp.)
  16. Dichodon (Bartl.) Rchb. (13 spp.)
  17. Moenchia Ehrh. (3 spp.)
  18. Holosteum Dill. ex L. (4 spp.)
  19. Cerastium L. (203 spp.)